# Thornographic
Thornographic è il quarto EP del gruppo musicale britannico Cradle of Filth, pubblicato nel 2006 dalla Roadrunner Records.
È una versione "Hot Topic Exclusive" ed è stato pubblicato solo su vinile 10".

## Tracce
Lato A
1. Temptation – 3:47 – originariamente interpretata dagli Heaven 17
2. Tonight in Flames – 5:55

Lato B
1. Dirge Inferno – 4:54
2. Halloween II – 3:38 – originariamente interpretata dai Misfits